# Acacia polifolia
Acacia polifolia é uma espécie de leguminosa do gênero Acacia, pertencente à família Fabaceae.